# Centro di ricerca, sviluppo e studi superiori in Sardegna

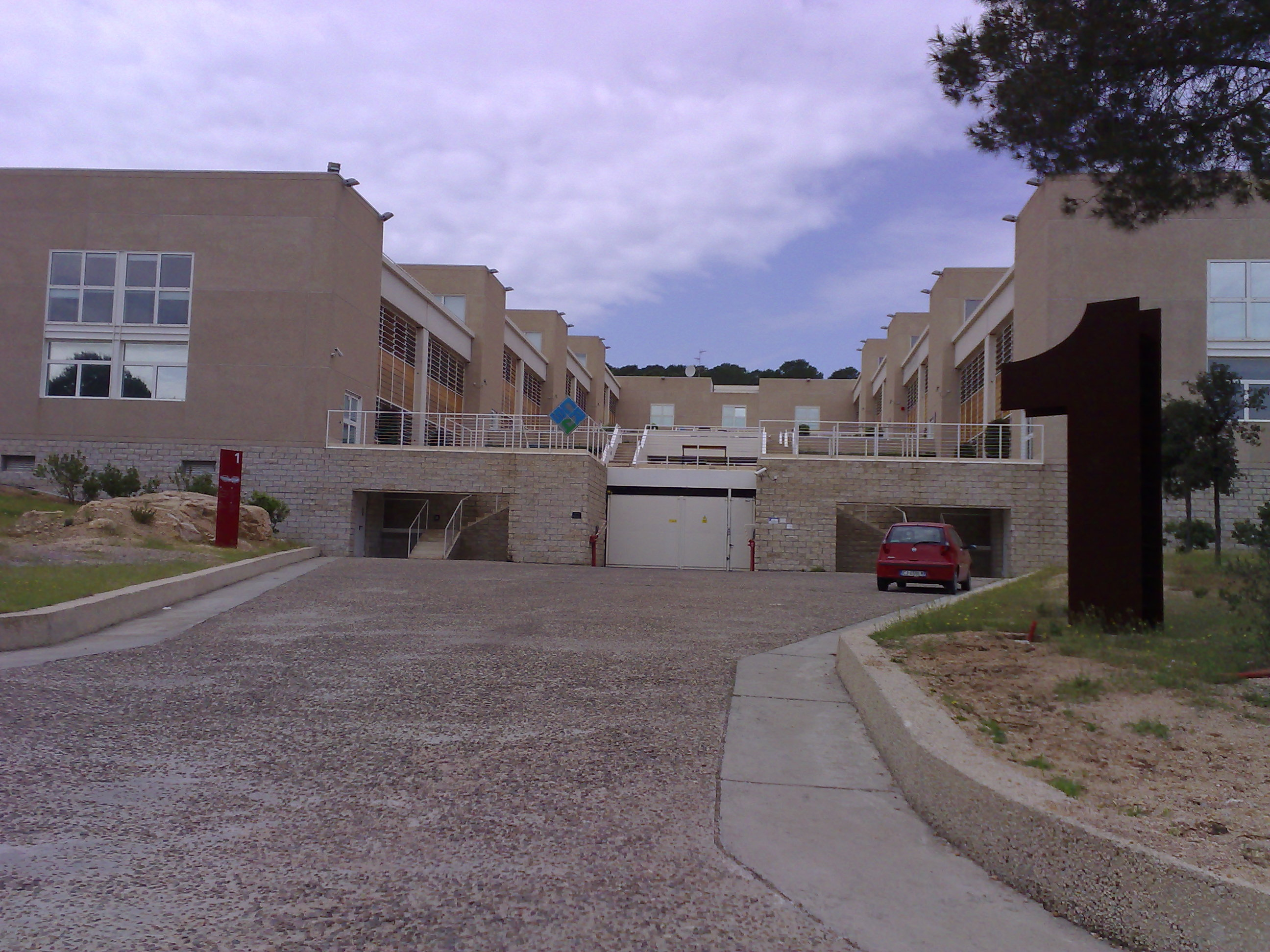
La sede del CRS4

Il Centro di ricerca, sviluppo e studi superiori in Sardegna (CRS4) è un centro di ricerca interdisciplinare fondato per volere della Regione Autonoma della Sardegna nel 1990, con la partecipazione del Consorzio Ventuno come rappresentante della Regione, IBM-SEMEA, TECHSO. Nel 1993 si aggiunsero alla compagine societaria SGS-THOMSON, l'Università di Cagliari e l'Università di Sassari e, nel 2000, Tiscali S.p.a.
Oggi è una società a socio unico controllata dall'agenzia regionale Sardegna Ricerche .

## Attività
Il centro promuove lo studio, lo sviluppo e l'applicazione di soluzioni innovative a problemi relativi da ambienti naturali, sociali e industriali. Tali sviluppi e soluzioni si basano principalmente sulla scienza e tecnologia dell'informazione e sul calcolo digitale ad alte prestazioni. L'obiettivo principale del centro è l'innovazione.
Dal 2003 il CRS4 è situato nel Parco scientifico e tecnologico della Sardegna, nel comune di Pula, a circa 40 km da Cagliari.
Il Centro, inizialmente guidato dal premio Nobel per la Fisica Carlo Rubbia (1990 - 1999), ha avuto i seguenti presidenti: Nicola Cabibbo (2000 - 2003), Carlo Rubbia (2003 - 2006), Paolo Zanella (2006 - 2014), Luigi Filippini (2014 - 2017), Annalisa Bonfiglio (2017-2020). Il 9 Luglio 2020 Giacomo Cao è stato nominato amministratore unico.
Il CRS4, nella sua storia, si è distinto per alcuni primati connessi allo sviluppo e alla diffusione di Internet: ha realizzato nell'agosto 1993 il primo sito web italiano (www.crs4.it), ha contribuito a creare nel 1994 il primo quotidiano su web europeo (L'Unione Sarda) e uno dei primi Internet Service Provider (Video On Line).
Il CRS4 sin dalla sua nascita è stato dotato di un centro di calcolo ad alte prestazione costantemente aggiornato negli anni: dai primi mainframe IBM 9000, alle macchine parallele IBM SP1 e SP2, Connection Machine 5, Parsitech e infine numerosi cluster per il calcolo. 
Nel 2003 è stata introdotta una nuova linea di attività relativa alle bioscienze con l'acquisizione di una piattaforma di sequenziamento genomico tra le più importanti in Italia, direttamente connessa al centro di calcolo.
Il centro occupa circa 150 persone e le sue linee di attività spaziano oggi dall'Intelligenza artificiale al visual computing, al quantum computing e la modellistica e simulazione.